# Евромачта
Еврома́чта (нидерл. Euromast) — 185-метровая башня в Роттердаме, Нидерланды. Построена в 1958—1960-х годах по проекту Х. А. Маасканта для цветочной выставки Флориад-1960.
Башня представляет собой бетонную конструкцию диаметром 9 м с толщиной стен до 30 см. Для устойчивости Евромачты в фундаменте здания использованы бетонные блоки весом 1900 т, которые являются центром тяжести постройки. На высоте 96 метров находится так называемое «Воронье гнездо» — смотровая площадка с рестораном.
Изначальная высота башни составляла 101 м, благодаря чему она была самым высоким зданием в городе. В последующие годы Евромачта ненадолго потеряла этот «титул», но в 1970 году, после достройки «Космической башни» (шпиля над смотровой площадкой), башня стала выше на 85 м.
С высоты 112 метров вверх до высоты 185 метров поднимается «Евроскоп» (нидерл. Euroscoop) — специальная панорамная кабина, вращающаяся вокруг своей оси. Помимо прозрачных стен в кабине оборудованы люки в полу, посетители сидят спиной к оси башни.
Входит во Всемирную федерацию высотных башен.